# Stefan Zweig
Stefan Zweig (ur. 28 listopada 1881 w Wiedniu, zm. 22 lutego 1942 w Petrópolis) – austriacki poeta, prozaik, dramaturg i tłumacz.

## Życiorys
Urodził się w rodzinie pochodzenia żydowskiego. Jego ojciec był fabrykantem tekstylnym, matka zaś pochodziła z bankierskiej rodziny z Włoch. Studiował filozofię i historię sztuki w swym rodzinnym mieście, gdzie też związał się z ruchem Młodego Wiednia.
W czasie I wojny światowej pracował dla Archiwów Wojskowych w Wiedniu, z misją dla których przebywał w 1915 w Galicji. Ostatni rok wojny spędził w Szwajcarii. Doświadczenia wielkiej wojny białych ludzi skłoniły go do napisania antywojennego dramatu pt. Jeremiasz.
Głównym jego przedmiotem zainteresowania jako pisarza była psychologia człowieka. Znajdował się on pod znacznym wpływem pracy Zygmunta Freuda. Ocenia się, że był dobrym znawcą ludzkiej psychiki, co znalazło odzwierciedlenie w jego twórczości. Wyraźne ślady jego pasji życiowej noszą m.in. liczne opowiadania (Amok, 24 godziny z życia kobiety, Nowela szachowa itd.).
Z powodzeniem pisał też zbeletryzowane biografie. Najsłynniejszą z nich jest Maria Stuart, inna traktuje o Marii Antoninie.
Był bardzo popularny jako pisarz w latach 20. i 30. XX wieku. Po jego śmierci zainteresowanie jego twórczością systematycznie spadało, choć nadal jest dość znany. We Francji pozostaje jednym z najczęściej czytanych autorów obcojęzycznych. W Polsce ukazały się m.in.: zbiory jego opowiadań Amok oraz 24 godziny z życia kobiety (kilkakrotnie, pod tym samym tytułem jednak z różnym doborem zawartości), powieść Niecierpliwość serca oraz wspomniane już biografie – Marii Stuart i Marii Antoniny, a także Magellana. W roku 2012 nakładem Wydawnictwa W.A.B. ukazała się kolejna powieść pisarza Dziewczyna z poczty. W roku 2014 nakręcono komediodramat The Grand Budapest Hotel inspirowany wspomnieniami Zweiga. 
Był przeciwnikiem faszyzmu i pacyfistą. W obliczu wojny wyemigrował w 1934 z Austrii. Następnie mieszkał w Wielkiej Brytanii, USA, a od 1941 w Brazylii, gdzie rok później w Petrópolis popełnił wraz z żoną samobójstwo (jako wyraz protestu przeciw hitleryzmowi).

## Twórczość

### Autobiografia
- Świat wczorajszy. Wspomnienia pewnego Europejczyka, Warszawa: PIW 1958, tłum. Maria Wisłowska, indeks 0254/52/0078[2] (Die Welt von Gestern: Erinnerungen eines Europäers, 1942)

### Biografie i eseje
- Balzac, Warszawa: Książka i Wiedza 1950, tłum. Wanda Kragen.
- Freud, Warszawa: J. Przeworski 1933, tłum. Melanja Wasermanówna[4]
- Gwiazdy ludzkości, Warszawa: Spółdzielnia Wydawnicza Wiedza 1948, tłum. Zofia Petersowa (Sternstunden der Menschheit. Fünf historische Miniaturen, 1927)
- Józef Fouché, Warszawa: Instytut Wydawniczy Renaissance 1910, tłum. R. Centnerszwerowa (Joseph Fouché. Bildnis eines politischen Menschen, 1929)
- Maria Antonina, Wrocław: Książnica 2005, tłum. Zofia Petersowa, ISBN 83-7132-751-X.
- Maria Stuart, Warszawa: PIW 1961, tłum. Maria Wisłowska (Maria Stuart, 1935)
- Magellan, Warszawa: J. Przeworski 1939 (Magellan, 1938)

### Nowele
- 24 godziny z życia kobiety, Warszawa: Instytut Wydawniczy Renaissance 1928, tłum. Maria Wisłowska (Vierundzwanzig Stunden aus dem Leben einer Frau, 1927)
- Amok, Warszawa: Towarzystwo Wydawnicze „Rój“ 1933, (Der Amokläufer, 1922)
- List od nieznajomej, w zbiorze: 24 godziny z życia kobiety i inne opowiadania, Warszawa: PIW 1973 (Brief einer Unbekannten, 1922)
- Leporella, w zbiorze: 24 godziny z życia kobiety i inne opowiadania, Warszawa: PIW 1973 (Leporella, 1929)
- Kobieta i krajobraz, w zbiorze: Amok, Warszawa: Towarzystwo Wydawnicze „Rój“ 1933 (Die Frau und die Landschaft)
- Mendel od Książek, w zbiorze: 24 godziny z życia kobiety i inne opowiadania, Warszawa: PIW 1973 (Buchmendel, 1929)
- Nowela szachowa, Warszawa: Przekrój 1956, tłum. J. Jeliński (Schachnovelle, 1942)
- Ulica w świetle księżyca, w zbiorze: 24 godziny z życia kobiety i inne opowiadania, Warszawa: PIW 1973 (Die Mondscheingasse)
- W odmęcie uczuć, w zbiorze: 24 godziny z życia kobiety, Warszawa: Instytut Wydawniczy Renaissance 1928 (Verwirrung der Gefühle, 1927), zaliczona przez czytelników Le Monde do 100 książek XX wieku[5]
- Zbiór, którego nie było, w zbiorze: 24 godziny z życia kobiety i inne opowiadania, Warszawa: PIW 1973 (Die unsichtbare Sammlung, 1929)
- Zbiór Legendy, Warszawa: Towarzystwo Wydawnicze Rój 1930, tłum. Melanja Wasermanówna (Legenden), zawiera nowele: Rachela prawuje się z Panem, Oczy wiecznego brata, Legenda o podobnych acz różnych bliźniakach, Legenda o trzeciej gołębicy, Wieża babel

### Powieści
- Dziewczyna z poczty, Warszawa: W.A.B. 2012, tłum. Karolina Niedenthal, ISBN 978-83-7747-638-3[6] (Rausch der Verwandlung, 1982)

- Niecierpliwość serca, Warszawa: PIW 1963, tłum. Zofia Petersowa (Ungeduld des Herzens, 1939)